# 福地元春
福地 元春（ふくち もとはる、1990年6月21日 - ）は、沖縄県名護市出身の元プロ野球選手（投手、左投左打）、コーチ。

## 経歴

### プロ入り前
沖縄県名護市出身。自由ケ丘高等学校では九州大会ベスト8が最高で、甲子園出場はなかった。しかし、与えられたメニューをこなすような真面目な性格もあり遅咲きではあるが、将来性が期待された。
高校卒業後は九州共立大学に進学し、1年秋からリーグ戦に出場したが、目立った活躍がないまま三菱重工横浜に就職。大学の1年後輩に大瀬良大地がいる。
三菱重工横浜（2014年から三菱日立パワーシステムズ横浜）では1年目から救援投手として公式戦に出場し、2年目には都市対抗野球に出場した。
2014年のプロ野球ドラフト会議で横浜DeNAベイスターズから4巡目指名を受け、契約金5000万円、年俸950万円（いずれも推定）で仮契約した。背番号は「28」。入団後は監督の中畑清から5キロの減量を命じられた。

### DeNA時代
2015年6月23日に一軍登録され、6月28日の阪神タイガース戦でプロ初登板。主にビハインドで登板し、13試合に登板した。
2016年は二軍で29試合に登板して2勝0敗1セーブ、36回2/3を投げて防御率0.74と成績を残した。しかし、一軍では6試合で防御率10点台と精彩を欠き、2017年は一軍での登板はなかった。
2018年も一軍での登板がなく、10月3日に球団から戦力外通告を受けた。11月13日にタマホームスタジアム筑後にて行われた12球団合同トライアウトに参加し、打者3人を無安打に抑えた。

### 独立リーグ時代
2018年12月4日、ベースボール・チャレンジ・リーグ（ルートインBCリーグ）に所属する信濃グランセローズの選手兼任投手コーチに就任することが同球団から発表された。
2019年、2020年とNPB復帰を目指し、初のコーチ業に取り組みつつプレー。救援起用が目されていたが、ほとんどの試合で先発投手として起用された。2020年11月20日に退団が発表された。
2021年は地元沖縄県の独立球団・琉球ブルーオーシャンズに入団。同年途中で退団を申し出、9月17日付で杉山翔大とともに自由契約となった。12試合の登板で67回を投げ、6勝2敗、防御率2.28の成績だった。
10月31日、九州アジアリーグに所属する火の国サラマンダーズのトライアウトを受験するも、合格には至らなかった。12月12日、同じリーグに所属する大分B-リングスが新入団選手兼任コーチとして契約に合意したと発表した。
2023年2月23日に球団ウェブサイトに公開された今シーズンの選手紹介では、背番号が「75」に変更されている。同年シーズンは12セーブをあげてリーグの最多セーブのタイトルを獲得し、抑え投手の部門でベストナインにも選出された。
2024年シーズンも14セーブを記録し、最多セーブのタイトルを獲得した（中村総一郎とタイ）。11月18日、任意引退公示がなされた。コーチ職の退任は正式な発表がないが、球団X（旧Twitter）には同日「退団選手よりご挨拶」としてコメントが掲載された。

## 選手としての特徴
最速151km/hのストレートを最大の武器に、スライダー、カーブ、チェンジアップも投げるパワーピッチングが持ち味。

## 詳細情報

### 年度別投手成績
| 年 度    | 球 団    | 登 板 | 先 発 | 完 投 | 完 封 | 無 四 球 | 勝 利 | 敗 戦 | セ 丨 ブ | ホ 丨 ル ド | 勝 率 | 打 者 | 投 球 回 | 被 安 打 | 被 本 塁 打 | 与 四 球 | 敬 遠 | 与 死 球 | 奪 三 振 | 暴 投 | ボ 丨 ク | 失 点 | 自 責 点 | 防 御 率 | W H I P |
| -------- | -------- | ----- | ----- | ----- | ----- | -------- | ----- | ----- | -------- | ----------- | ----- | ----- | -------- | -------- | ----------- | -------- | ----- | -------- | -------- | ----- | -------- | ----- | -------- | -------- | ------- |
| 2015     | DeNA     | 13    | 0     | 0     | 0     | 0        | 0     | 0     | 0        | 0           | ----  | 74    | 15.2     | 16       | 0           | 12       | 0     | 0        | 16       | 1     | 0        | 9     | 5        | 2.87     | 1.79    |
| 2016     | DeNA     | 6     | 0     | 0     | 0     | 0        | 0     | 1     | 0        | 0           | .000  | 36    | 6.2      | 11       | 2           | 6        | 2     | 0        | 5        | 1     | 0        | 9     | 9        | 12.15    | 2.55    |
| NPB：2年 | NPB：2年 | 19    | 0     | 0     | 0     | 0        | 0     | 1     | 0        | 0           | .000  | 110   | 22.1     | 27       | 2           | 18       | 2     | 0        | 21       | 2     | 0        | 18    | 14       | 5.64     | 2.01    |

- 2018年度シーズン終了時

投手記録
- 初登板：2015年6月28日、対阪神タイガース10回戦（阪神甲子園球場）、6回裏1死に3番手で救援登板、1/3回を無失点
- 初奪三振：2015年7月1日、対中日ドラゴンズ13回戦（沖縄セルラースタジアム那覇）、8回表に松井雅人から見逃し三振

### 独立リーグでの投手成績
| 年 度    | 球 団    | 登 板 | 先 発 | 完 投 | 完 封 | 無 四 球 | 勝 利 | 敗 戦 | セ 丨 ブ | ホ 丨 ル ド | 勝 率 | 打 者 | 投 球 回 | 被 安 打 | 被 本 塁 打 | 与 四 球 | 敬 遠 | 与 死 球 | 奪 三 振 | 暴 投 | ボ 丨 ク | 失 点 | 自 責 点 | 防 御 率 | W H I P |
| -------- | -------- | ----- | ----- | ----- | ----- | -------- | ----- | ----- | -------- | ----------- | ----- | ----- | -------- | -------- | ----------- | -------- | ----- | -------- | -------- | ----- | -------- | ----- | -------- | -------- | ------- |
| 2019     | 信濃     | 21    | 20    | 1     | 0     | 0        | 12    | 2     | 0        | 0           | .857  | 532   | 129.0    | 108      | 2           | 50       | -     | 6        | 100      | 7     | 0        | 45    | 41       | 2.86     | 1.22    |
| 2020     | 信濃     | 13    | 13    | 0     | 0     | 0        | 3     | 1     | 0        | 0           | .750  | 303   | 70.2     | 58       | 1           | 40       | -     | 3        | 56       | 3     | 0        | 29    | 22       | 2.80     | 1.39    |
| 2022     | 大分     | 19    | 1     | 0     | 0     | 0        | 2     | 2     | 0        | 6           | .500  | 99    | 20.0     | 24       | 0           | 15       | -     | 1        | 15       | 0     | 0        | 14    | 10       | 4.50     | 1.95    |
| 2023     | 大分     | 30    | 0     | 0     | 0     | 0        | 3     | 3     | 12       | 0           | .500  | 139   | 31.0     | 29       | 0           | 15       | -     | 3        | 40       | 5     | 0        | 15    | 10       | 2.90     | 1.42    |
| 2024     | 大分     | 31    | 0     | 0     | 0     | 0        | 0     | 3     | 14       | 0           | .000  | 151   | 30.0     | 34       | 0           | 23       | -     | 2        | 25       | 3     | 0        | 20    | 12       | 3.60     | 1.90    |
| BCL：2年 | BCL：2年 | 34    | 33    | 1     | 0     | 0        | 15    | 3     | 0        | 0           | .833  | 835   | 199.2    | 166      | 3           | 90       | -     | 9        | 156      | 10    | 0        | 74    | 63       | 2.84     | 1.28    |
| KAL：3年 | KAL：3年 | 80    | 1     | 0     | 0     | 0        | 5     | 8     | 26       | 6           | .385  | 389   | 81.0     | 87       | 0           | 53       | -     | 6        | 80       | 8     | 0        | 49    | 32       | 3.56     | 1.73    |

- 2024年シーズン終了時[24][25][26][27]
- 太字はリーグ最多記録

### 背番号
- 28（2015年 - 2021年9月16日）
- 99（2022年）
- 75（2023年 - 2024年）

### 登場曲
- 「SOMEDAY」佐野元春（2015年）